# .pt
.pt為葡萄牙地區國家及地區頂級域（ccTLD）的域名，由Associação DNS.PT負責管理，於1988年開通。

## 二級域名
- .com.pt：无限制，可在线注册。
- .edu.pt：教育機構
- .gov.pt: 葡萄牙政府
- .int.pt：国际组织或驻葡萄牙外交使团
- .net.pt：电信供应商
- .nome.pt：个人
- .org.pt: 非营利组织
- .publ.pt：出版物（如报纸）

## 外部連結
- IANA .pt whois information（页面存档备份，存于）
- .pt domain registration website（页面存档备份，存于）